# Clonaria buchholzi
Clonaria buchholzi är en insektsart som först beskrevs av Gerstaecker 1883.  Clonaria buchholzi ingår i släktet Clonaria och familjen Diapheromeridae. Inga underarter finns listade i Catalogue of Life.